# Orchester der IG Wismut

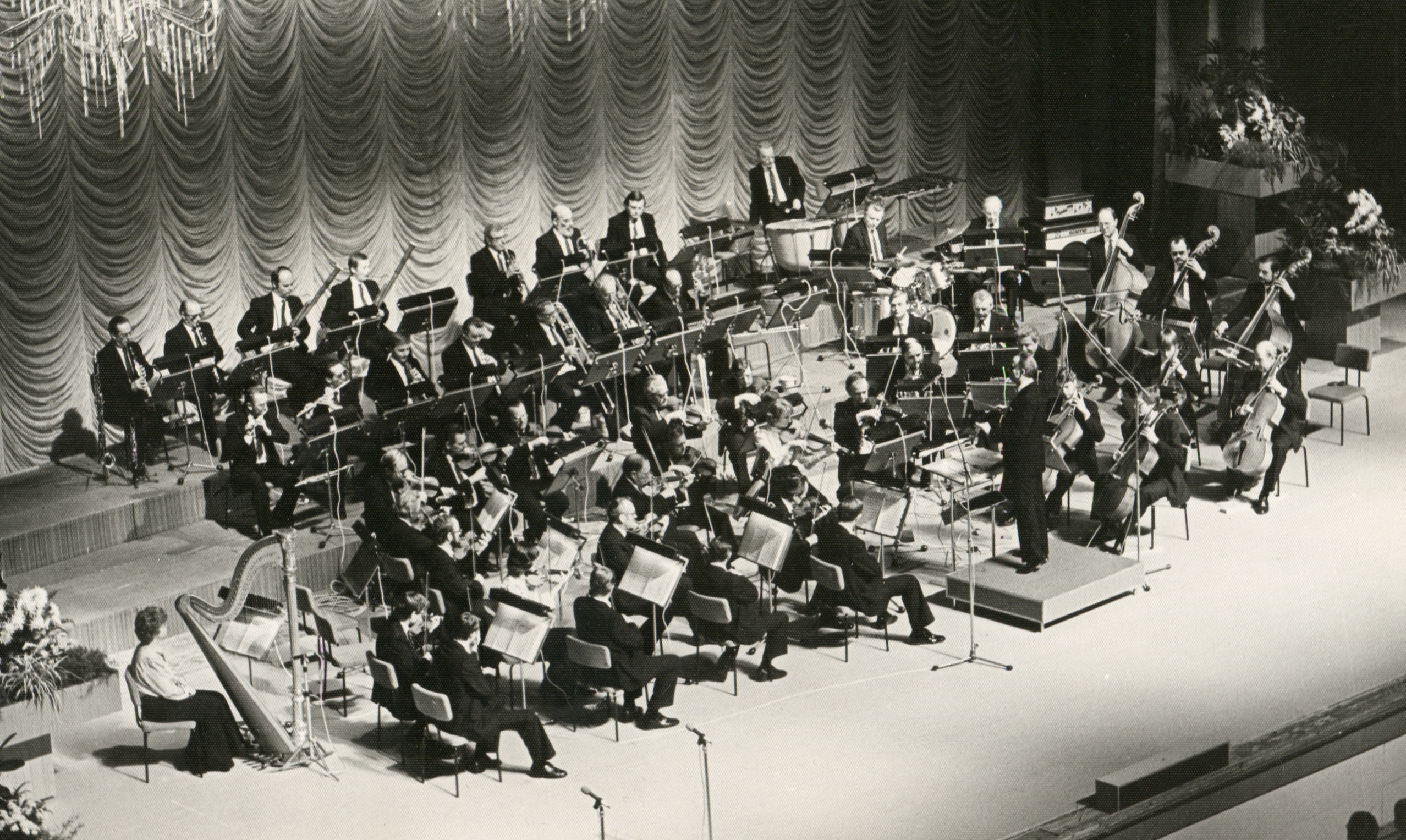
Das Orchester der IG Wismut im Kulturpalast Dresden 1982 unter der Leitung von Günter Blumhagen

Das Orchester der IG Wismut mit Sitz in Chemnitz bzw. von 1950 bis 1990 Karl-Marx-Stadt war ein auf dem Gebiet der sinfonischen Unterhaltungsmusik führendes Berufsorchester der DDR. Träger des Orchesters war die Industriegewerkschaft (IG) Wismut.

## Geschichte
Hervorgegangen aus dem im Raum Chemnitz regional bedeutsamen Tanzorchester Wolfgang Grellmann, wurde das Orchester der IG Wismut im Jahr 1950 mit dem vorrangigen Ziel gegründet, den im Uranbergbau der SAG Wismut (später SDAG Wismut) arbeitenden Kumpeln und ihren Angehörigen Erholung und Unterhaltung zu bieten.
Im Zuge der friedlichen Revolution 1989 und den mit ihr einhergehenden gesellschaftlichen und strukturellen Umbrüchen wurde die SDAG Wismut aufgelöst und das Orchester gelangte im Jahre 1990 unter dem neuen Namen Staatliches Orchester Sachsen in die Trägerschaft der Stadt Chemnitz. 1993 wurde das Orchester aufgelöst. Die verbliebenen Musiker fanden eine neue künstlerische Heimat bei den Riesaer Symphonikern (heute: Elbland Philharmonie Sachsen) und dem Orchester des Theater Freibergs (heute: Mittelsächsische Philharmonie).

## Spielorte
Auftrittsgebiet waren hauptsächlich die Südbezirke der DDR Dresden, Gera und Chemnitz mit ihren Bergbaustandorten, wie zum Beispiel Aue, Schlema und Stollberg. Ständige Konzertreihen gab es aber auch in der Stadthalle Chemnitz, in Eisenhüttenstadt, Gera, Crimmitschau, Bad Elster, Zwickau, Freiberg und im Wismut-Kurbad Warmbad. Traditionell hielt sich das Orchester zweimal im Jahr für mehrere Wochen zu Kurkonzerten im Wismut-Kurbad in Zinnowitz an der Ostsee auf. Zum Aufgabenbereich des Orchesters gehörte auch die Ausgestaltung von Großveranstaltungen in den Bezirksstädten der DDR und Berlin. Ein wichtiger Tätigkeitsschwerpunkt des Orchesters waren Auftritte im Fernsehen der DDR sowie Aufnahmen für Rundfunk, Fernsehen und Film. So spielte das Orchester jahrelang live in den Fernsehsendungen Zwischen Frühstück und Gänsebraten und Kleine Premiere. In den Aufnahmestudios des Rundfunks der DDR in der Nalepastraße in Berlin und in der Springerstraße in Leipzig war das Orchester ständiger Gast.

## Repertoire
Das Repertoire des Orchesters der IG Wismut umfasste das gesamte Spektrum der sogenannten „gehobenen Unterhaltungsmusik“, also der Musik, die stilistisch zwischen der reinen Tanzmusik der Big Bands und der Operette angesiedelt ist. Gespielt wurden Konzerte mit Operetten- und Musicalmelodien, die mit Hilfe ausgezeichneter Arrangeure wie Heinz Rudolph, Günter Joseck (Chefdirigent des Orchesters von 1967 bis 1982), Gerhard Kneifel oder Manfred Grafe (Chefdirigent des Orchesters von 1987 bis 1993) in ein zeitgemäßes Gewand gekleidet wurden. So wurden etwa leicht angestaubte Operettenschlager mit zu dieser Zeit modernen Tanzrhythmen unterlegt. Dabei entstand ein für das Orchester der IG Wismut typischer Sound, den Kenner beim Hören von Aufnahmen sofort erkannten. Unterstützt wurde die Entstehung dieses speziellen Sounds durch eine legendär disziplinierte Musizierweise, die unter anderem durch das kultivierte Spiel von Solisten und Satzführern des Orchesters entstand, die noch die Schule der berühmten Big Bands und Tanzorchester der Nachkriegszeit (beispielsweise das im Raum Chemnitz bekannte Orchester Karl Walter, dem auch der später berühmt gewordenen Trompetensolist Horst Fischer entstammte) durchlaufen hatten. Zeitgenossen charakterisieren das Orchester der IG Wismut überhaupt als eines der ganz wenigen Orchester der DDR, die einen eigenen, wiedererkennbaren Sound besaßen. Neben dieser „gehobenen Unterhaltungsmusik“ wurden aber auch Opernkonzerte gegeben, beispielsweise in Crimmitschau, wo dies vom Publikum immer wieder gewünscht wurde. Zu festlichen Anlässen wurde auch „leichte“ Klassik gespielt, wie etwa kleinere Sinfonien und Ouvertüren. Eine fruchtbare Zusammenarbeit gab es über Jahre hinweg mit der Singakademie Chemnitz, die ihren Höhepunkt in mehreren Aufführungen der Carmina Burana unter der Leitung von Franz-Peter Müller-Sybel fand. Außerdem wurde in den früheren Jahren regelmäßig zum Tanz und auch zu Tanzturnieren gespielt.

## Liste der Dirigenten
- Wolfgang Grellmann 1950–1961
- Rolf Schellenberg 1961–1965
- Günter Blumhagen  1965–1967 und 1982–1987
- Günter Joseck 1967–1982
- Manfred Grafe 1987–1993